# Lysorophia
I lisorofi (Lysorophia) sono un ordine di anfibi estinti simili a serpenti, vissuti nel Carbonifero superiore e nel Permiano inferiore (300-270 milioni di anni fa). I loro resti sono stati ritrovati in Nordamerica.

## Descrizione
Il cranio di questi animali era molto leggero, dal momento che erano presenti grandi orbite e finestre temporali; inoltre alcune ossa craniche (tra cui intertemporale e sopratemporale) si erano ridotte fino a scomparire. Le mandibole erano accorciate, mentre le mascelle potevano muoversi liberamente. Il torso era molto allungato (vi erano fino a 99 vertebre presacrali), le zampe minuscole o assenti e la coda era corta.

## Classificazione
Sulla base di caratteristiche relative all'articolazione cranico – vertebrale, i lisorofidi sono generalmente classificati come parenti stretti dei microsauri, anche se le ossa craniche sono decisamente differenti tra i due gruppi. In ogni caso, sembra che i lisorofi fossero un gruppo di anfibi lepospondili molto specializzati. Il genere più noto è Lysorophus, di cui sono noti molti esemplari fossilizzati in Oklahoma; probabilmente questi animali rimasero intrappolati nelle loro tane, scavate per sopravvivere a un periodo prolungato di siccità.

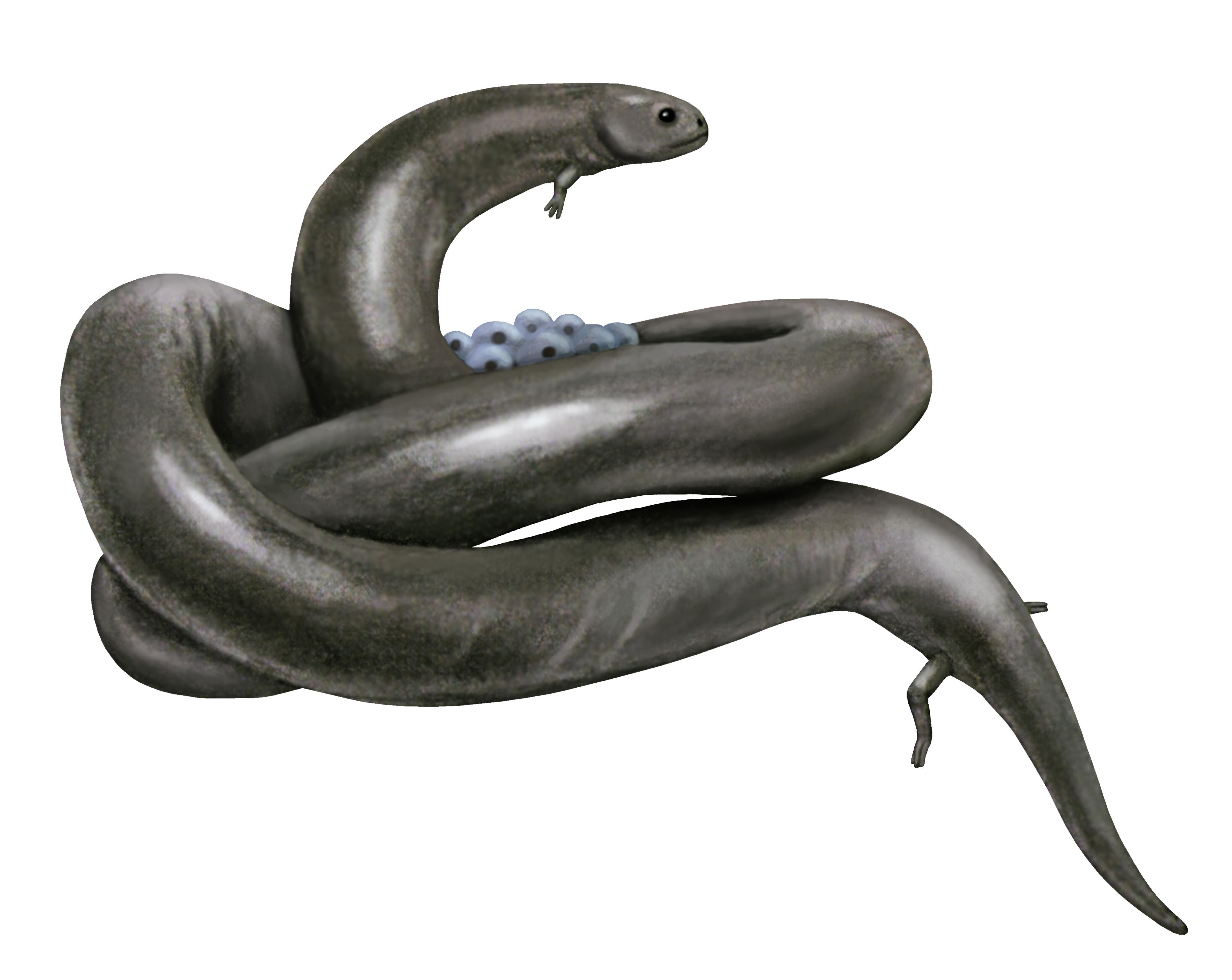
Ricostruzione di Lysorophus tricarinatus

```
†
Lysorophia

  |?- †
Infernovenator steenae

  |?- †
Brachydectes elongatus

  `--o †Lysorophidae
     |?- †
Megamolgophis

     |-- †
Cocytinus gyrinoides
 Cope, 1871b
     |-- †
Lysorophus tricarinatus

     `—o †
Molgophis

        |-- †
M. brevicostatus

        |-- †
M. macrurus
 Cope, 1868
        `-- †
M. wheatleyi
```